# 音楽旅行
音楽旅行（おんがくりょこう）
1. 文化放送で放送していたラジオ番組『地井武男の音楽旅行』『音楽旅行』。
2. フジテレビで1990年-1991年に放送していた深夜番組『音楽旅行』[注釈 1]（企画・制作：イザワオフィス）。

本項目では1について述べる。
『地井武男の音楽旅行』（ちいたけおのおんがくりょこう）そして『音楽旅行』（おんがくりょこう）は、1997年4月6日から2012年9月30日まで、文化放送をキーステーションに放送していた音楽ラジオ番組。毎週日曜日17:00 - 17:27に放送していた。
本項では主に『地井武男の音楽旅行』時代について述べる。

## 概要
地井武男（俳優）と吉田涙子（放送当時は文化放送アナウンサー）の掛け合いによるトークとともにテンポよく展開していく、文字通り「音楽とトークの番組」。放送回数は700回以上に上る。開始当初から2012年8月までは地井がイメージキャラクターを勤めた全薬工業の一社提供だった。

## 歴史

### 地井武男の音楽旅行
- 1997年4月6日に放送を開始した。
- 全薬工業の一社提供であったため、文化放送では『全薬工業ヘルシーサンデー 地井武男の音楽旅行』のタイトルだった。また、地方局時差ネットの場合、全薬工業の冠はつかず『地井武男の音楽旅行』となっていた。
- 1995年[1]から1997年に土曜日ナイターオフ枠で生放送していたワイド番組『ぶんか茶屋 土曜開店18時』に出演していた地井武男が続投する形で、1997年4月6日から日曜日の夕方枠で放送を開始した。以来、地井の気さくな人柄と、吉田との掛け合いによるディスクジョッキーノリの軽快なトークが人気を博す。この番組において吉田は「D.J.ルイコ・ヨシダ」を名乗っていた。
- 地井の歌った「まだまだ」「人生これから」や「OH!散歩日和」（生稲晃子とのデュエット）[注釈 2]といった曲も番組内でかけられていた。
- 2007年には放送回数が500回を数えた。
- 地井が2012年1月に心臓疾患により入院し、療養のため2月26日放送分より降板した。2月26日は吉田涙子が単独で、3月4日の放送以降も俳優らが月替わりでピンチヒッターの形で、吉田とともにパーソナリティを務めた[2]（参照）。文化放送はその間も、地井の回復を待つ方針をとってきた[3][2]
- なお、地井の名前を冠したタイトルは地井が亡くなる6日前の2012年6月24日放送分まで使用された。

### 地井の死去と番組の終了
- 2012年6月29日、地井が心不全のため死去（70歳没）したのにともない、7月1日の放送より地井の冠が外れ『全薬工業ヘルシーサンデー 音楽旅行』のタイトルで継続した。吉田も続投の形で、7月は東貴博（Take2）、8月からは宮川彬良（作曲家）がそれぞれパーソナリティを担当した。
- 2012年8月末で全薬工業はスポンサーを降板し「全薬工業ヘルシーサンデー」の冠が外れ、2012年9月2日の放送より『音楽旅行』のタイトルで継続した（地方局時差ネットは7月よりこのタイトルだったが、詳しい放送状況は不明）。
- 2012年9月30日をもって番組を終了し、15年半の歴史に幕を閉じた[4]。最終回では吉田が単独で進行を務め『地井武男の音楽旅行』時代の音源をまとめた総集編による構成となり、最後は地井が入院する前の同年1月1日放送分のトークを放送した。また、当日は放送当時の音源を使用して地井によるかつてのタイトルコールも復活させた。「全薬工業ヘルシーサンデー」の冠はつかず、全体的にCM無しで放送された。

## 主なコーナー
ここでは『地井武男の音楽旅行』時代に行われていたコーナーを取り上げる。
- オープニング～今日の1曲目

曲をBGMにしながら、今週のテーマを告知する。
- ヒットソングメドレー

今週のテーマを元に選曲し、各曲のサビをBGMに出演者が思い出やエピソードを語り合うトークコーナー。
- 地井武男ベストセレクション

地井武男の過去のエピソードから、自身が選曲した「今週の1曲」を掛け、思い出を語る。
- ほっと一息、心の元気タイム

全薬工業のインフォマーシャル。吉田涙子が生活のワンポイントを紹介する。
- エンディング

曲をBGMにしながら、メッセージの応募方法などを告知する。
メッセージが採用されたリスナーに地井のイラスト入り特製湯呑み茶碗が贈呈されていた。

## パーソナリティ
- 地井武男（番組開始 - 2012年2月19日）
- 吉田涙子（番組開始 - 最終回）

地井武男の降板後
- 布施博（2012年3月4日 - 3月18日）
- 村井國夫（2012年3月25日[3] - 4月29日）
- 東幹久（2012年5月）[5]
- 榎木孝明（2012年6月）
- 東貴博（Take2）（2012年7月）
- 宮川彬良（2012年8月5日 - 9月23日）

## 放送時間
- 毎週日曜日17:00 - 17:27

## ネット局
途中から放送開始、もしくは終了した局も含む
- 文化放送（QR）※制作局
- 北日本放送（KNB）
- 山梨放送（YBS）
- 信越放送（SBC）
- 北陸放送（MRO）
- 山陽放送（RSK）
- 西日本放送（RNC）
- 長崎放送（NBC）[注釈 3]

ほか。ナイターオフなどに放送していた局もあった。

## 備考
- メッセージの応募はハガキのみで電子メールによる対応はなかった。
- 毎年2月に開催される日本大相撲トーナメントの中継の場合は、放送が休止となっていた。大相撲八百長問題のため開催中止となった2011年も『しろバラスペシャル 大相撲たっぷり語ります』を放送したため放送休止となった。
- 2011年3月13日は東北地方太平洋沖地震（東日本大震災）の報道特別番組のため放送休止となった。
- 2012年7月1日放送の冒頭で、地井武男の訃報がアナウンスされ、全薬工業提供のまま番組中のCMは文化放送のイベント関連やACジャパンに差し替えとなった。
- 地井がレギュラー出演していたテレビ番組『ちい散歩』（テレビ朝日）で、浜松町でのロケの場合、文化放送本社に立ち寄ることもあった[6]。また四谷でロケをした際、かつて同地にあった解体前の旧社屋を絵手紙にした事もある[7][注釈 4]。